# Загорье (Брянская область)
Загорье — деревня в Дубровском районе Брянской области, в составе Рековичского сельского поселения. Расположена в 3 км к северу от села Рековичи. Население — 7 человек (2010).

## История
Упоминается с XVIII века; входила в приход села Рековичи. С 1861 по 1924 входила в Салынскую волость Брянского (с 1921 — Бежицкого) уезда; позднее в Дубровской волости, Дубровском районе (с 1929). В 1959—1966 в Давыдченском сельсовете.
В деревне родился Герой Советского Союза Степан Журавлёв.